# Schloss St. Johann

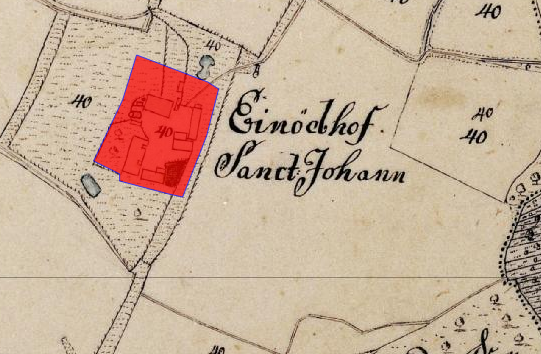
Lageplan des Schlosses St. Johann auf dem Urkataster von Bayern

Das Schloss St. Johann befindet sich in Johannishof (Sankt Johann 1), einem Gemeindeteil der oberpfälzischen Gemeinde Pfatter im Oberpfälzer Landkreis Regensburg. Es ist unter der Aktennummer D-3-75-183-24 als Baudenkmal von Johannishof verzeichnet. „Untertägige Befunde der abgebrochenen mittelalterlichen Kirche St. Johannes und des zugehörigen Gutshofes im Bereich der Einöde Johannishof“ werden zudem als Bodendenkmal unter der Aktennummer D-3-7040-0176 geführt.

## Geschichte
1174 wird ein Hartuuicus de Liehtperg bei der Verleihung des Johannishof genannt. Er war ein Ministeriale des Hochstiftes Regensburg. 

## Beschreibung
Das heutige Schloss bzw. Gutshaus stammt aus dem 18. Jahrhundert, das im Kern wohl mittelalterlich ist. Es ist ein zweigeschossiger und giebelständiger Krüppelwalmdachbau mit segmentbogigen Fenstern.